# 空間除菌剤
空間除菌剤（くうかんじょきんざい）とは、二酸化塩素などの物質を放散することで空気中に存在する菌やウイルスを除菌できるとする商品。空間除菌グッズ、空間除菌用品などとも呼ばれる。医薬品としての承認を受けておらず、法律上は雑貨となっている。また、2019新型コロナウイルスの感染拡大以降、空間除菌と称して次亜塩素酸水などを噴霧している事例やほか、次亜塩素酸ナトリウムを混同して使用する例も見られる。
2019新型コロナウイルスの感染拡大以降に売れ筋となっているが、商品自体は2011年頃には存在し、国民生活センターなどによる調査が行われている。医薬品や医薬部外品ではなく「雑貨」となっているため、新型コロナウイルスなどの感染予防の効果効能を謳うと違法となる。そのため、景品表示法による措置命令がしばしば発生している。

## 分類
市販されている空間除菌剤にはいくつかの種類がある。また、空間除菌剤ではないが、パナソニック製のジアイーノのように、水道水と塩から次亜塩素酸水を生成して放散する機器も販売されている。
放散する物質
- 二酸化塩素
- 次亜塩素酸（次亜塩素酸水）

形状・目的
- 卓上型（置き型）
- 身体装着型（携帯型）

- 大幸薬品のクレベリン（置き型）
- クレベリン（置き型）の内容物。ボトル内に液体が入っており、ゲル化させる薬剤を投入して使用するようになっている。二酸化塩素を用いる。
- 大木製薬のウイルオフ（ストラップタイプ）。首からぶら下げて利用する。
- ウイルオフ（ストラップタイプ）の内容物。二酸化塩素を用いる。

## 効果

### メーカーによる分析
「クレベリン」を販売している大幸薬品が、「クレベリンゲル」を部屋に設置した場合、二酸化塩素ガスがほぼ均一に部屋の中に拡がることを確認したと発表している。また、クレベリンの主成分である二酸化塩素はウイルスに効果があると発表している。ただし、クレベリンは日用雑貨品のため、クレベリン自体が特定のウイルス・菌、疾病等に対して効果があると謳うことはできないとしている。

### 研究機関・公的機関による分析
2017年に国立病院機構仙台医療センター臨床研究部ウイルスセンターで行われた研究では、身体装着型（携帯型）の空間除菌剤にウイルスや細菌に対する抑制効果はまったく認められなかった。
2020年6月26日、製品評価技術基盤機構（NITE）は「次亜塩素酸水」について、一定の条件の下では新型コロナウイルスに対して有効だとする報告を発表した。ただし、NITEによる次亜塩素酸水の評価は、アルコール消毒液等の代替品として身の回りの物品を拭いて消毒する際の評価であり、手指の消毒や空間への噴霧については検証されていない。また、厚生労働省や経済産業省は「人が吸入しないように注意してください。人がいる場所で空間噴霧すると吸入する恐れがあります。」と注意を呼びかけている。

## 危険性

### 二酸化塩素
二酸化塩素ガス自体は有効な殺菌作用を持つものの、眼や呼吸器などの粘膜を刺激して喘息などの原因となる危険性がある。
また、二酸化塩素が食品添加物であることから安全と称している製品もあるが、製品自体の安全性が高いことを示すわけではないという指摘もある。実際に除菌剤を首からぶら下げて幼児を抱いていたところ、幼児の胸部が化学熱傷を負う事故も発生している。また、長期間低濃度雰囲気での曝露に関する安全性の検証は不安定で反応性の高いガスであるため、塩素ガスより毒性が高く、世界的にも安全性は確立されていない。

### 次亜塩素酸水
次亜塩素酸水の噴霧による効果や安全性については、北海道大学の研究チームや三重大学大学院生物資源科学研究科福﨑智司教授などによる検証が実施されている。
次亜塩素酸水は食品の殺菌に使われるほか、食品添加物にも指定されていることから安全であるとされている。食品添加物としては、最終食品の完成前に除去する（口に入らない）ことという前提で食品添加物に指定されている。ただし、歯科業界では次亜塩素酸水は歯周病の治療、うがい薬としても広く普及しており、誤って飲み込んでしまっても健康上の被害はないとされる。

### 次亜塩素酸ナトリウム
次亜塩素酸を含む消毒薬（次亜塩素酸ナトリウム液）については、厚生労働省によって「次亜塩素酸を含む消毒薬の噴霧については、吸引すると有害であり、効果が不確実であることから行わないこと」とされている。また、厚生労働省は「感染予防に役立つ見込みがなく、濃度など条件次第では有害になりうるので使用はやめてほしい」と求めている。消費者庁と国民生活センターが運営している「事故情報データバンクシステム」には、次亜塩素酸ナトリウム噴霧液によるものと見られる健康被害に関する報告が寄せられている。

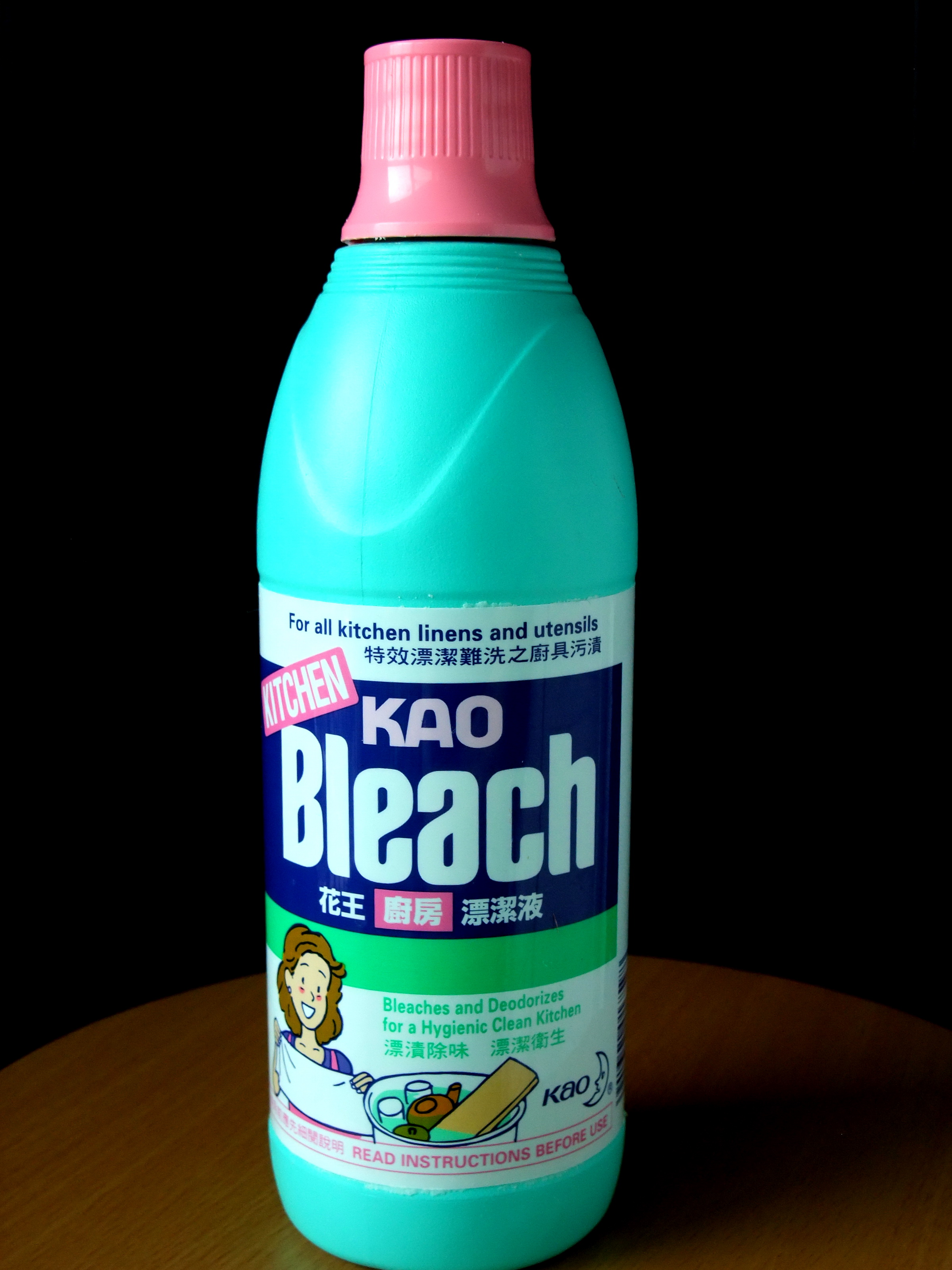
漂白剤などに使用される次亜塩素酸ナトリウムは次亜塩素酸水と異なるものである。

Twitterなどでは次亜塩素酸と次亜塩素酸ナトリウムを混同する書き込みが見られ、「次亜塩素酸水は次亜塩素酸ナトリウムを水で薄めたものだと思っていた」といった誤解も見られる。次亜塩素酸ナトリウムを含む漂白剤の製造メーカーにも「加湿器に使用できるか？」といった問い合わせが寄せられているという。メーカーは「たとえ水で薄めたとしてもアルカリ性が強い」としており、「加湿器などで霧状に噴霧された希釈液を吸い込むと、せき込んだり、呼吸器に異常をきたしたり、目に入ると失明のおそれもあります。また、機器の動作不良や故障の原因になる場合もあります」と述べ、注意喚起している。

## 行政指導や処分
2020年5月15日、消費者庁は「身につけるだけで空間除菌」などと称する身体装着型の空間除菌用品を販売している業者に対して行政指導を行った。行政指導では「当該表示の根拠とされる資料は、狭い密閉空間での実験結果に関する資料であることがほとんどであり、風通しのある場所等で使用する際には、表示どおりの効果が得られない可能性」があると指摘されている。
2020年8月28日、「首にかけるだけで空間のウイルスを除去」などと表示をして空間除菌商品を販売したT社に対し、景品表示法違反（優良誤認）で再発防止などを求める措置命令を出した。同社は「半径1メートルの空間除菌」「二酸化塩素でウイルスや菌を除去」と宣伝し、「ウイルスシャットアウト」と称する空間除菌剤を販売している。消費者庁が同社に対して宣伝の根拠となる資料の提出を求めたが、屋外で十分な除菌効果を証明する資料はなかったという。
2021年6月15日、消費者庁は「新型コロナウイルス対応」と謳って販売された空間除菌用品について、公告に根拠がなく景品表示法違反（優良誤認）に当たるとして、S社に対して再発防止命令を出した。